# Đèo Bông Lau
Đèo Bông Lau hay đèo Lũng Phầy là đèo trên quốc lộ 4A đoạn giữa hai huyện Tràng Định tỉnh Lạng Sơn và Thạch An tỉnh Cao Bằng, Việt Nam .
Đèo Bông Lau ở gần bản Lũng Phầy xã Chí Minh huyện Tràng Định, thuộc vòng cung Đông Bắc ở vùng núi phía Bắc Việt Nam. 
Đèo cách thị trấn Đông Khê 22°25′53″B 106°25′54″Đ / 22,431328°B 106,431672°Đ cỡ 13 km, cách thị trấn Thất Khê 22°15′21″B 106°28′31″Đ / 22,255776°B 106,475284°Đ cỡ 12 km.

## Lịch sử
Tại đây, trong Chiến tranh Đông Dương, vào cuối năm 1949, đã diễn ra nhiều trận đánh lịch sử giữa trung đoàn 174 (tức trung đoàn Cao Bắc Lạng, Quân đội Nhân dân Việt Nam) với quân Pháp.

## Văn hóa
Các sáng tác nghệ thuật về con đèo này:
- Năm 1947, nhạc sĩ Phạm Duy có bài hùng ca Bông Lau rừng xanh pha máu.
- Năm 1948, nhạc sĩ Đỗ Nhuận sáng tác bài hát Đèo Bông Lau.
- Năm 2004, họa sĩ Phan Kế An vẽ bức tranh sơn dầu Đèo Bông Lau [5].

## Chỉ dẫn
- Có thể do lỗi biên tập hoặc lỗi đánh máy mà trong "Danh mục địa danh dân cư... Lạng Sơn" đã ghi tên bản là "thôn Lùng Phầy" [3].